# Deutsche Gesellschaft für Immunologie
Die Deutsche Gesellschaft für Immunologie e. V. (DGfI) ist eine wissenschaftliche Fachgesellschaft mit dem Ziel der Förderung von naturwissenschaftlicher und medizinischer Forschung sowie Aus- und Weiterbildung auf dem Gebiet der Immunologie. Besondere Anliegen der Gesellschaft:
- Förderung der Immunologie in der Grundlagen- und klinischen Forschung.
- Immunologische Aus- und Weiterbildung auf neuestem Stand für (Nachwuchs-)Forscher und Mediziner.
- Veranstaltung von Kongressen, Kolloquien, Vorträgen mit immunologischem Fokus.
- Förderung von Netzwerken, u. a. in interdisziplinären Arbeitskreisen.
- Förderung des Bewusstseins der Bevölkerung für das Thema Immunologie.

Die DGfI wurde 1967 in Marburg gegründet, wo sie auch ihren juristischen Sitz hat.

## Mitgliedschaften
Die DGfI ist Mitglied der Arbeitsgemeinschaft der Wissenschaftlichen Medizinischen Fachgesellschaften (AWMF). Auf internationaler Ebene ist sie Mitglied in der European Federation of Immunological Societies (EFIS), Federation of Clinical Immunology Societies (FOCIS) und der International Union of Immunological Societies (IUIS).

## Arbeitskreise
Jeder der DGfI Arbeitskreise konzentriert sich auf ein anderes Gebiet der Immunologie und repräsentiert einen definierten und zu anderen Arbeitskreisen klar abgegrenzten Forschungs- und Lehrschwerpunkt in der DGfI. Die Arbeitskreise vertreten diesen Arbeitsschwerpunkt auf bundesweiter und internationaler Ebene durch aktive Beteiligung an Veranstaltungen der DGfI und durch die Organisation jährlicher Workshops und Symposien mit Fokus auf den Schwerpunkt des jeweiligen Arbeitskreises. Zudem verfolgen die Arbeitskreise einen interdisziplinären Ansatz durch Kontakte zu anderen nationalen und internationalen Fachgesellschaften.
Innerhalb der DGfI gibt es folgende Arbeitskreise:
- Allergie und Immunologie
- Biologie der B-Lymphozyten
- Dendritische Zellen
- Infektionsimmunologie
- Klinische Immunologie
- Komplementsystem
- NeuroEndokrinoImmunologie
- NK-Zelle
- Pädiatrische Immunologie
- Reproduktionsimmunologie
- Signaltransduktion
- T-Zellen: Subpopulationen und Funktionen
- Transplantationsimmunologie
- Tumorimmunologie
- Veterinärimmunologie
- Vakzine

Einen hohen Stellenwert hat die Gleichstellung und Förderung von Frauen in der immunologischen Forschung. Eine entsprechende Arbeitsgemeinschaft wurde 2004 gegründet. Aktuell kommen in der Kommission Gleichstellung und Karriereförderung engagierte Wissenschaftler der DGfI zusammen, um diejenigen zu unterstützen, die sich in der herausfordernden Phase nach der Promotion bis hin zur ersten Professur befinden, unabhängig vom Geschlecht.

## Präsidenten
- 1967–1976: Otto Westphal
- 1977–1982: Klaus Rother
- 1983–1990: Joachim Robert Kalden
- 1991–1992: Hermann Wagner
- 1993–1994: Fritz Melchers
- 1995–1996: Martin Röllinghoff
- 1997–1998: Günter J. Hämmerling
- 1999–2000: Christine Schütt
- 2001–2002: Hans-Hartmut Peter
- 2003–2004: Stefan H. E. Kaufmann
- 2005–2006: Reinhold E. Schmidt
- 2007–2008: Stefan Carl Wilhelm Meuer
- 2009–2010: Andreas Radbruch
- 2011–2012: Dieter Kabelitz
- 2013–2014: Hans-Martin Jäck
- 2015–2016: Jürgen Wienands
- 2017–2018: Michael Lohoff
- 2019–2020: Thomas Kamradt
- 2021–2022: Christine Falk
- 2023–2024: Reinhold Förster

## Aus- und Weiterbildung
Die Akademie für Immunologie der Deutschen Gesellschaft für Immunologie bietet eine immunologische Ausbildung auf dem neuesten wissenschaftlichen Stand. Die drei Module Autumn School, Spring School und Translational Immunology School richten sich an Anfänger, Fortgeschrittene und translational forschende Wissenschaftler und werden jährlich von ca. 180 Interessenten besucht. Die Gesellschaft vergibt nach Erfüllung einer vorgeschriebenen Fort- und Weiterbildungszeit die Bezeichnung Fachimmunologe DGfI.

## Preise
Die Deutsche Gesellschaft für Immunologie vergibt mehrere Promotions- und Early-Career Preise. Von 1973 bis 2014 wurde alle zwei Jahre mit Unterstützung der Behringwerke AG, Marburg bzw. der CSL Behring GmbH der Avery-Landsteiner-Preis vergeben. Seit 2016 wird der Deutsche Immunologie-Preis verliehen, der die höchste wissenschaftliche Auszeichnung der Deutschen Gesellschaft für Immunologie darstellt.

## Immunologie für Jedermann
Das Projekt „Immunologie für Jedermann“ wurde im Februar 2012 ins Leben gerufen und soll durch verständlich aufbereitete Informationen das Bewusstsein der Öffentlichkeit für das Thema Immunologie stärken und einen Blick hinter die Kulissen der immunologischen Forschung in Deutschland ermöglichen.